# Alexander Sergejewitsch Ossipow
Alexander Sergejewitsch Ossipow (russisch Александр Сергеевич Осипов; * 24. März 1989 in Nischni Tagil, Russische SFSR) ist ein russischer Eishockeyspieler, der zuletzt beim HK Spartak Moskau in der Kontinentalen Hockey-Liga unter Vertrag stand.

## Karriere
Alexander Ossipow begann seine Karriere als Eishockeyspieler bei mehreren Amateurteams in Tjumen, ehe er von 2007 bis 2009 für die Profimannschaft von Gasowik Tjumen in der zweitklassigen Wysschaja Liga aktiv war. Anschließend erhielt der Verteidiger einen Vertrag bei Amur Chabarowsk aus der Kontinentalen Hockey-Liga. In seiner Premieren-Spielzeit in der KHL erzielte der Rechtsschütze in der Saison 2009/10 in 17 Spielen je ein Tor und eine Vorlage. Zudem erhielt er zehn Strafminuten.
Im Januar 2013 wechselte Ossipow im Rahmen eines Tauschgeschäfts zunächst zu Atlant Mytischtschi, ehe er wenige Wochen später – nachdem Atlant keine Chance auf das Erreichen der Play-offs mehr hatte – an den SKA Sankt Petersburg abgegeben wurde. Für den SKA absolvierte er in der Folge drei Hauptrunden- und zehn Play-off-Spiele. Nach Saisonende wurde er von Ak Bars Kasan verpflichtet und absolvierte 30 KHL-Partien für den Klub. Kurz nach Beginn der Saison 2014/15 wechselte er gegen Zahlung einer Kompensationszahlung zum HK Dynamo Moskau. Nach einem durchwachsenen Saisonbeginn 2016/17 wurde er im Oktober 2016 im Tausch gegen Andrei Kuteikin an den HK Awangard Omsk abgegeben.
Zuletzt stand er zwischen Oktober 2017 und Juli 2019 beim HK Spartak Moskau unter Vertrag.

## Erfolge und Auszeichnungen
- 2011 KHL-Verteidiger des Monats September

## Karrierestatistik
(Legende zur Spielerstatistik: Sp oder GP = absolvierte Spiele; T oder G = erzielte Tore; V oder A = erzielte Assists; Pkt oder Pts = erzielte Scorerpunkte; SM oder PIM = erhaltene Strafminuten; +/− = Plus/Minus-Bilanz; PP = erzielte Überzahltore; SH = erzielte Unterzahltore; GW = erzielte Siegtore; 1 Play-downs/Relegation; Kursiv: Statistik nicht vollständig)